# Fórmula de Leibniz para determinantes
Em álgebra, a fórmula de Leibniz, batizada em homenagem a Gottfried Leibniz, expressa o determinante de uma matriz quadrada em termos de permutações dos elementos da matriz.  Se A for uma matriz n×n, onde ai,j  é a entrada na iésima ( {\displaystyle j}a) linha e jésima coluna de A, a fórmula é
{\displaystyle \det(A)=\sum _{\tau \in S_{n}}\operatorname {sgn}(\tau )\prod _{i=1}^{n}a_{i,\tau (i)}=\sum _{\sigma \in S_{n}}\operatorname {sgn}(\sigma )\prod _{i=1}^{n}a_{\sigma (i),i},}
onde sgn é a função de sinal de permutações no grupo de permutação Sn, que retorna +1 e -1 para permutações pares e ímpares, respectivamente.
Outra notação comum usada para a fórmula é em termos do símbolo de Levi-Civita e faz uso da notação de soma de Einstein, onde se torna
{\displaystyle \det(A)=\epsilon _{i_{1}\cdots i_{n}}{a}_{1i_{1}}\cdots {a}_{ni_{n}},}
o que pode ser mais familiar para os físicos.
Avaliando diretamente a fórmula de Leibniz a partir da definição requer  {\displaystyle \Omega (n!\cdot n)}  operações em geral — isto é, várias operações assintoticamente proporcionais an fatorial - porque n! é o número de permutações de ordem n.  Isso é impraticavelmente difícil para n grande. Em vez disso, o determinante pode ser avaliado em O(n3) operações formando a decomposição LU {\displaystyle A=LU} (normalmente por meio de eliminação de Gauss ou métodos semelhantes), caso em que {\displaystyle \det A=(\det L)(\det U)} e os determinantes das matrizes triangulares L e Usão simplesmente produtos de suas entradas diagonais. (Em aplicações práticas de álgebra linear numérica, no entanto, o cálculo explícito do determinante raramente é necessário.) Veja, por exemplo, Trefethen, Bau (1997).

## Declaração formal e prova

### Teorema
Existe exatamente uma função
{\displaystyle F:M_{n}(\mathbb {K} )\rightarrow \mathbb {K} }
que é multilinear alternado em relação às colunas e de modo que {\displaystyle F(I)=1}.

#### Prova
Singularidade: Deixe {\displaystyle F} ser essa função, e deixe {\displaystyle A=(a_{i}^{j})_{i=1,\dots ,n}^{j=1,\dots ,n}} seja uma matriz {\displaystyle n\times n}. Chame {\displaystyle A^{j}} a coluna {\displaystyle j}a  de {\displaystyle A}, ou seja {\displaystyle A^{j}=(a_{i}^{j})_{i=1,\dots ,n}}, a fim de que {\displaystyle A=\left(A^{1},\dots ,A^{n}\right).}
Além disso, deixe {\displaystyle E^{k}} denotar o vetor coluna {\displaystyle k}a da matriz identidade.
Agora se escreve cada um dos {\displaystyle A^{j}}(s) em termos de {\displaystyle E^{k}}, ou seja
{\displaystyle A^{j}=\sum _{k=1}^{n}a_{k}^{j}E^{k}}.
Como {\displaystyle F} é multilinear, um tem
{\displaystyle {\begin{aligned}F(A)&=F\left(\sum _{k_{1}=1}^{n}a_{k_{1}}^{1}E^{k_{1}},\dots ,\sum _{k_{n}=1}^{n}a_{k_{n}}^{n}E^{k_{n}}\right)\\&=\sum _{k_{1},\dots ,k_{n}=1}^{n}\left(\prod _{i=1}^{n}a_{k_{i}}^{i}\right)F\left(E^{k_{1}},\dots ,E^{k_{n}}\right).\end{aligned}}}
Da alternância, segue-se que qualquer termo com índices repetidos é zero. A soma pode, portanto, ser restrita a tuplas com índices não repetitivos, ou seja, permutações:
{\displaystyle F(A)=\sum _{\sigma \in S_{n}}\left(\prod _{i=1}^{n}a_{\sigma (i)}^{i}\right)F(E^{\sigma (1)},\dots ,E^{\sigma (n)}).}
Como {\displaystyle F} está alternando, as colunas {\displaystyle E} pode ser trocado até se tornar a identidade.  A função de signal {\displaystyle \operatorname {sgn}(\sigma )} é definido para contar o número de trocas necessárias e levar em conta a mudança de sinal resultante. Finalmente consegue-se:
{\displaystyle {\begin{aligned}F(A)&=\sum _{\sigma \in S_{n}}\operatorname {sgn}(\sigma )\left(\prod _{i=1}^{n}a_{\sigma (i)}^{i}\right)F(I)\\&=\sum _{\sigma \in S_{n}}\operatorname {sgn}(\sigma )\prod _{i=1}^{n}a_{\sigma (i)}^{i}\end{aligned}}}
pois {\displaystyle F(I)} deve ser igual a {\displaystyle 1}.
Portanto, nenhuma função além da função definida pela Fórmula de Leibniz pode ser uma função alternada multilinear com {\displaystyle F\left(I\right)=1}.

### Existência
Mostramos agora que {\displaystyle F}, onde F é a função definida pela fórmula de Leibniz, possui essas três propriedades.
- Multilinear:

{\displaystyle {\begin{aligned}F(A^{1},\dots ,cA^{j},\dots )&=\sum _{\sigma \in S_{n}}\operatorname {sgn}(\sigma )ca_{\sigma (j)}^{j}\prod _{i=1,i\neq j}^{n}a_{\sigma (i)}^{i}\\&=c\sum _{\sigma \in S_{n}}\operatorname {sgn}(\sigma )a_{\sigma (j)}^{j}\prod _{i=1,i\neq j}^{n}a_{\sigma (i)}^{i}\\&=cF(A^{1},\dots ,A^{j},\dots )\\\\F(A^{1},\dots ,b+A^{j},\dots )&=\sum _{\sigma \in S_{n}}\operatorname {sgn}(\sigma )\left(b_{\sigma (j)}+a_{\sigma (j)}^{j}\right)\prod _{i=1,i\neq j}^{n}a_{\sigma (i)}^{i}\\&=\sum _{\sigma \in S_{n}}\operatorname {sgn}(\sigma )\left(\left(b_{\sigma (j)}\prod _{i=1,i\neq j}^{n}a_{\sigma (i)}^{i}\right)+\left(a_{\sigma (j)}^{j}\prod _{i=1,i\neq j}^{n}a_{\sigma (i)}^{i}\right)\right)\\&=\left(\sum _{\sigma \in S_{n}}\operatorname {sgn}(\sigma )b_{\sigma (j)}\prod _{i=1,i\neq j}^{n}a_{\sigma (i)}^{i}\right)+\left(\sum _{\sigma \in S_{n}}\operatorname {sgn}(\sigma )\prod _{i=1}^{n}a_{\sigma (i)}^{i}\right)\\&=F(A^{1},\dots ,b,\dots )+F(A^{1},\dots ,A^{j},\dots )\\\\\end{aligned}}}
- Alternando:

{\displaystyle {\begin{aligned}F(\dots ,A^{j_{1}},\dots ,A^{j_{2}},\dots )&=\sum _{\sigma \in S_{n}}\operatorname {sgn}(\sigma )\left(\prod _{i=1,i\neq j_{1},i\neq j_{2}}^{n}a_{\sigma (i)}^{i}\right)a_{\sigma (j_{1})}^{j_{1}}a_{\sigma (j_{2})}^{j_{2}}\\\end{aligned}}}
Para qualquer {\displaystyle \sigma \in S_{n}} deixe {\displaystyle \sigma '} seja a tupla igual a {\displaystyle \sigma } com os índices {\displaystyle j_{1}} e {\displaystyle j_{2}}  trocados.
{\displaystyle {\begin{aligned}F(A)&=\sum _{\sigma \in S_{n},\sigma (j_{1})<\sigma (j_{2})}\left[\operatorname {sgn}(\sigma )\left(\prod _{i=1,i\neq j_{1},i\neq j_{2}}^{n}a_{\sigma (i)}^{i}\right)a_{\sigma (j_{1})}^{j_{1}}a_{\sigma (j_{2})}^{j_{2}}+\operatorname {sgn}(\sigma ')\left(\prod _{i=1,i\neq j_{1},i\neq j_{2}}^{n}a_{\sigma '(i)}^{i}\right)a_{\sigma '(j_{1})}^{j_{1}}a_{\sigma '(j_{2})}^{j_{2}}\right]\\&=\sum _{\sigma \in S_{n},\sigma (j_{1})<\sigma (j_{2})}\left[\operatorname {sgn}(\sigma )\left(\prod _{i=1,i\neq j_{1},i\neq j_{2}}^{n}a_{\sigma (i)}^{i}\right)a_{\sigma (j_{1})}^{j_{1}}a_{\sigma (j_{2})}^{j_{2}}-\operatorname {sgn}(\sigma )\left(\prod _{i=1,i\neq j_{1},i\neq j_{2}}^{n}a_{\sigma (i)}^{i}\right)a_{\sigma (j_{2})}^{j_{1}}a_{\sigma (j_{1})}^{j_{2}}\right]\\&=\sum _{\sigma \in S_{n},\sigma (j_{1})<\sigma (j_{2})}\operatorname {sgn}(\sigma )\left(\prod _{i=1,i\neq j_{1},i\neq j_{2}}^{n}a_{\sigma (i)}^{i}\right)\left(a_{\sigma (j_{1})}^{j_{1}}a_{\sigma (j_{2})}^{j_{2}}-a_{\sigma (j_{1})}^{j_{2}}a_{\sigma (j_{2})}^{j_{_{1}}}\right)\\\\\end{aligned}}}
Assim se {\displaystyle A^{j_{1}}=A^{j_{2}}} então {\displaystyle F(\dots ,A^{j_{1}},\dots ,A^{j_{2}},\dots )=0}.
Finalmente, {\displaystyle F(I)=1}:
{\displaystyle {\begin{aligned}F(I)&=\sum _{\sigma \in S_{n}}\operatorname {sgn}(\sigma )\prod _{i=1}^{n}I_{\sigma (i)}^{i}=\sum _{\sigma \in S_{n}}\operatorname {sgn}(\sigma )\prod _{i=1}^{n}\operatorname {\delta } _{i,\sigma (i)}\\&=\sum _{\sigma \in S_{n}}\operatorname {sgn}(\sigma )\operatorname {\delta } _{\sigma ,\operatorname {id} _{\{1\ldots n\}}}=\operatorname {sgn}(\operatorname {id} _{\{1\ldots n\}})=1\end{aligned}}}
Assim, as únicas funções multilineares alternadas com {\displaystyle F(I)=1} estão restritas à função definida pela fórmula de Leibniz e, na verdade, também possuem essas três propriedades. Portanto, o determinante pode ser definido como a única função
{\displaystyle \det :M_{n}(\mathbb {K} )\rightarrow \mathbb {K} }
com essas três propriedades.